# FK Mladi Radnik
FK Mladi Radnik (sârbă : Фудбалски клуб Млади Радник, Fudbalski klub Mladi Radnik, lit. Young Worker Football Club) este un club de fotbal cu sediul în Požarevac, Serbia.Echipa susține meciurile de acasă pe Vašarište.